# افرانیو دا کوستا
افرانیو دا کوستا (انگلیسی: Afrânio da Costa; ۱۴ مارس ۱۸۹۲ – ۲۶ ژوئن ۱۹۷۹) ورزشکار اهل برزیل بود.
وی در مسابقات کشوری و بین‌المللی در مجموع برندهٔ ۱ مدال نقره، ۱ مدال برنز شده‌است.